# Сараево (Рыбинский район)
Сара́ево — деревня в Михайловском сельском округе Волжского сельского поселения Рыбинского района Ярославской области.
Деревня расположена в окружении лесов в южной части поселения на расстоянии около 1,5 км к западу от автомобильной дороги, идущей от центра сельского округа Михайловского на Александрову Пустынь, к юго-западу от деревни Мелехово и северо-западу от Александровой Пустыни. Просёлочная дорога длиной около 2 км в юго-восточном направлении от Сараево через деревню Поповское ведёт к северной окраине Александровой пустыни. Другая дорога длиной около 3 км в северо-восточном направлении через деревню Каликино ведёт к южной окраине деревни Семенники. С севера и с юга от деревни протекают небольшие ручьи — истоки речки Самороковки, правого притока реки Черёмухи. К западу от Сараево находится открытое возвышенной место в лесу урочище Самчарки , находящееся на месте бывшей деревни.

## Население
Деревня Сараева и Деревня Самчарка указаны на плане Генерального межевания Рыбинского уезда 1792 года.
На 1 января 2007 года в деревне числилось 3 постоянных жителя. Почтовое отделение Семенники обслуживает в деревне Сараево 7 домов.